# Test Event (triathlon)
Le Test Event (événement test) en triathlon est une compétition sportive qui a lieu un an avant les Jeux olympiques d'été. Elle permet aux triathlètes engagés d'obtenir des points en vue d'une qualification pour l'épreuve olympique. Le premier a eu lieu en 2015 à Rio de Janeiro. Il est organisé par la Fédération internationale de triathlon (World Triathlon).

## Organisation
L'épreuve est une course individuelle au format M (distance olympique), soit 1 500 m de natation, 40 km de cyclisme et 10 km de course à pied. Le gagnant du test remporte 1 250 points pour la qualification aux Jeux olympiques. Cette compétition est aussi une grande répétition générale un an avant les Jeux pour les sportifs et les organisateurs, comme dans d'autres sports comme la voile et le karaté.

## Dates
| Epreuve | Date            | Ville          | Pays   |
| ------- | --------------- | -------------- | ------ |
| 1       | 2 août 2015     | Rio de Janeiro | Brésil |
| 2       | 15-16 août 2019 | Tokyo          | Japon  |
| 3       | 17-18 août 2023 | Paris          | France |

## Résultats

### Test Event Rio 2016
| Position           | Hommes          | Hommes | Hommes          | Femmes         | Femmes | Femmes          |
| Position           | Nom             | Pays   | Temps           | Nom            | Pays   | Temps           |
| ------------------ | --------------- | ------ | --------------- | -------------- | ------ | --------------- |
| Médaille d'or      | Francisco Gómez |        | 1 h 48 min 26 s | Gwen Jorgensen |        | 1 h 58 min 46 s |
| Médaille d'argent  | Vincent Luis    |        | 1 h 48 min 40 s | Non Stanford   |        | 1 h 59 min 5 s  |
| Médaille de bronze | Richard Murray  |        | 1 h 49 min 32 s | Vicky Holland  |        | 1 h 59 min 27 s |

### Test Event Tokyo 2020
| Position           | Hommes           | Hommes | Hommes          | Femmes        | Femmes | Femmes          |
| Position           | Nom              | Pays   | Temps           | Nom           | Pays   | Temps           |
| ------------------ | ---------------- | ------ | --------------- | ------------- | ------ | --------------- |
| Médaille d'or      | Tyler Mislawchuk |        | 1 h 49 min 50 s | Flora Duffy   |        | 1 h 40 min 19 s |
| Médaille d'argent  | Casper Stornes   |        | 1 h 49 min 54 s | Alice Betto   |        | 1 h 40 min 54 s |
| Médaille de bronze | Hayden Wilde     |        | 1 h 50 min 2 s  | Vicky Holland |        | 1 h 41 min 11 s |

### Test Event Paris 2024
| Position           | Hommes        | Hommes | Hommes          | Femmes              | Femmes | Femmes          |
| Position           | Nom           | Pays   | Temps           | Nom                 | Pays   | Temps           |
| ------------------ | ------------- | ------ | --------------- | ------------------- | ------ | --------------- |
| Médaille d'or      | Alex Yee      |        | 1 h 41 min 2 s  | Beth Potter         |        | 1 h 51 min 40 s |
| Médaille d'argent  | Vasco Vilaça  |        | 1 h 41 min 15 s | Cassandre Beaugrand |        | 1 h 51 min 46 s |
| Médaille de bronze | Dorian Coninx |        | 1 h 41 min 15 s | Laura Lindemann     |        | 1 h 51 min 59 s |